# UoIF Matteuspojkarna
UoIF Matteuspojkarna, MP, är en sportklubb i S:t Matteus församling i Stockholm. Klubben bildades den 15 maj 1915 på initiativ av pastor Vilhelm Wiklund. Klubbens färg, brun, bestämdes efter den då populära schlagern "Det är grabben med choklad i" med Ernst Rolf. Föreningen tillhörde de stora föreningarna i Stockholm under sin storhetstid, 1925–1975. Främst inom friidrott, ishockey, orientering och handboll skördades stora framgångar. Tidigare var även teater och orkestersektionen mycket stora. På senare tid har framgångarna främst kommit inom handbollen, och framför allt på ungdomssidan. Handbollen och Bowlingen är de enda riktigt aktiva sektionerna som finns kvar (2015). De mest namnkunniga medlemmarna är Rune Larsson häcklöpning, Sören Tallhem kula, Lennart Kärrström, handboll, Lars Svensson ishockey, Rolf Carlberg bowling, Lars-Eric Carlsson bowling, Nicolai Gedda opera, Sigge Fürst teater och TV-profilen Lars-Gunnar Björklund.
Mellan 1918 och 1922 spelade klubben i Stockholmsserien i fotboll.

## Sektioner

### Friidrott
Friidrottssektionen i Matteuspojkarna var mycket framgångsrik under 30- till 70-talet med enstaka stjärnor under 80-talet. Under 30-talet var flera medlemmar med i landslaget bland andra K.Russel, (sprint) och Folke Ejderfelt, (medeldistans). Under 40-talet kom det definitiva genombrottet som en av Sveriges bästa föreningar. Bland annat vann klubben juniorklassen i SvD-stafetten fem år i följd. Nils Ollander slog svenska rekordet flera gånger på 3000 m hinder, med 9.05,2 1940 som topp. Han och hans  klubbkamrat Thore Söderström bildade ofta par i landslaget på distansen. Åke Ödmark var Sveriges första höjdhoppare över 2 meter, Stor Grabb nr 98 han vann SM 1939 och 1940  och blev 12:a på OS 1936. Hans svenska rekord stod sig till 1946. Matteuspojkarna vann även SM i terränglöpning i lag flera gånger med bland andra Anders Gärderuds far Sven Gärderud och blivande regissören Torgny Anderberg i laget
Klubbens störste idrottsman är Rune Larsson som tog två brons under OS 1948 på 400 m häck och 4X400 m, vann 8 st SM 1946–1954 och en mängd landskamper, samt vann Svenska Dagbladets guldmedalj 1951. Hans rekord 51,9 stod sig till 1958, och han deltog även vid OS 1952 (semifinal). Andra samtida klubbkamrater som fick representera Sverige var K.G.Egefur (medeldistans) och Thore Hagström (sprint) men framför allt Bo Åhlén som blev svensk mästare på 200 m 1952. Klubben blev under denna tid svenska mästare på 4X400 m 1948, 1950, 1952 och 1960.
I slutet av 50-talet kom en ny storhetsperiod för föreningen. De vann Dagbladsstafetten 1958. Den störste stjärnan i laget var sprintern Sven-Olof Westlund som tog sju SM-medaljer med ett guld på 200 m 1959 som topp. Han deltog i EM 1958 och hans rekord var 10,4 resp. 21,5. Andra landslagsmän under denna period var Ronny Sunesson på 400 m som var med i laget på 4X400 m på OS 1960, Gunnar Lövgren 400 m häck och Östen Bergman 5000 m.
Under 60-talet skördade klubben stora framgångar även i stavhopp. Främst var Tapio Mertanen som blev svensk mästare fyra gånger 1962-1966 och satte svenskt rekord flera gånger från 460 cm till 480 cm. Även Rolf Ritzman var landslagsman i stav.
Under 60- och 70-talet var främst föreningens ungdomar och juniorer framgångsrika med bland annat två segrar i USM på 4X400 m och 3X1000 m och med Sören Ahlstedt och Leif Egefur som segrare i juniorlandskamper på 200 m resp. 1500 m.
Under 80-talet kom de största framgångarna i kast, främst genom Sören Tallhem i kula. Under åren 1985–1998 vann han SM sju gånger, men de sista åren tävlade han för Spårvägens FK. Han deltog i OS 1984 och 1992 och kom på 7:e resp. 12:e plats, och i VM 1991 samt EM 1994 och 1998 där han blev utslagen. Hans bästa resultat 20,91 1985 är 2:a i Sverige genom tiderna, och hans inomhusrekord på 21,24 samma år är fortfarande svenskt rekord. Tallhem var även en duktig spjutkastare, men ännu bättre var Stefan Wikström som gjorde 78,38 år 1990.

### Handboll
Handbollssektionen började sin verksamhet tidigt före tillkomsten av Svenska Handbollsförbundet. Under 1930-talet spelade Wilhelm Zimmerman för klubben samtidigt som han bror Rolf M Zimmerman var lagledare. Zimmerman var med i VM 1938. I handboll spelade klubben i Sveriges högsta division säsongen 1968/1969. Man kom på nionde plats med 5 segrar och en oavgjord och 12 förluster. Man vann tre bortamatcher och var alltså sämre på hemmaplan, Man använde 22 spelare i laget och bästa målskytt var Jan Ryman med 77 mål på 18 matcher men "Nappe" Kärrström hade 51 mål på 10 matcher alltså flest gjorda mål per match. De spelade då även en SM-final utomhus. I laget spelade bland andra Lennart Kärrström och Michael Koch som dock spelade för Redbergslid detta år. Under 1980-talet spelade klubbens herrjuniorer semifinal i svenska mästerskapet.

### Ishockey
I ishockey spelade klubben final i svenska mästerskapet 1948 mot IK Göta, och förlorade med 2–3. Klubben spelade flera säsonger i Sveriges högsta division, senast säsongen 1957/1958. Landslagsspelarna Lars Svensson och Holger Nurmela spelade i laget. Förbundskaptenen Arne Strömberg har spelat Hockey för MP
Matteuspojkarna (MP) finns i seriespel åren 1927–1959 och deltar även i Svenska mästerskapen åren 1927–1951. De främsta placeringarna är SM-silver 1948 och tredjeplaceringar i Division I 1947 och 1948.
Säsonger
| Säsong    | Division             | Placering | Kval m.m.                     | Svenska mästerskapet                            |
| --------- | -------------------- | --------- | ----------------------------- | ----------------------------------------------- |
| 1927      | Klass III B          | 1         | uppflyttade                   |                                                 |
| 1927/1928 | Klass II             | 2         | uppflyttade                   |                                                 |
| 1928/1929 | Klass I              | 3         |                               | SM: Utslagna i andra omgången av Hammarby       |
| 1929/1930 | Klass I              | 2         |                               | SM: Utslagna i andra kvalomgången av Djurgården |
| 1930/1931 | Klass I              | 2         |                               | SM: Utslagna i kvalomgången av Nacka            |
| 1931/1932 | Klass I              | 2         | uppflyttade                   | SM: Utslagna i kvalomgången av Karlberg         |
| 1932/1933 | Elitserien           | 6         |                               | SM: Utslagna i kvalomgången av Nacka            |
| 1933/1934 | Elitserien           | 4         |                               | SM: Utslagna i andra omgången av Karlberg       |
| 1934/1935 | Elitserien           | 8         | nerflyttade                   | SM: Utslagna i första omgången av Traneberg     |
| 1935/1936 | Klass I              | 1         | uppflyttade                   | SM: Utslagna i första omgången av Södertälje IF |
| 1936/1937 | Svenska serien       | 8         | nerflyttade                   | SM: Utslagna i första omgången av Nacka         |
| 1937/1938 | Klass I              | 4         |                               | SM: Utslagna i första omgången av Mariefred     |
| 1938/1939 | Klass I              | 4         |                               |                                                 |
| 1939/1940 | Klass I              | 3         |                               | SM: Utslagna i kvartsfinalen av Karlberg        |
| 1940/1941 | Klass I              | 3         | [ a ]                         | SM: Utslagna i kvartsfinalen av AIK             |
| 1941/1942 | Division II Norra    | 1         | 1:a i kvalserien, uppflyttade | SM: Utslagna i andra omgången av Södertälje SK  |
| 1942/1943 | Division I           | 7         | nerflyttade                   | SM: Utslagna i kvartsfinalen av Södertälje SK   |
| 1943/1944 | Division II Mälaren  | 2         |                               | SM: Utslagna i kvartsfinalen av IK Göta         |
| 1944/1945 | Division II Östra    | 1         | 3:a i kvalserien              | SM: Utslagna i kvartsfinalen av Södertälje SK   |
| 1945/1946 | Division II Södra    | 1         | 1:a i kvalserien, uppflyttade | SM: Utslagna i första omgången av Nacka         |
| 1946/1947 | Division I Norra     | 3         |                               | SM: Utslagna i första omgången av Hammarby      |
| 1947/1948 | Division I Norra     | 3         |                               | SM: Förlorar finalen mot IK Göta, SM-silver     |
| 1948/1949 | Division I Norra     | 4         |                               |                                                 |
| 1949/1950 | Division I Norra     | 6         | nerflyttade                   | SM: Utslagna i kvartsfinalen av IK Göta         |
| 1950/1951 | Division II Östra    | 1         | uppflyttade                   | SM: Utslagna i andra omgången av Forshaga       |
| 1951/1952 | Division I Norra     | 6         | nerflyttade                   |                                                 |
| 1952/1953 | Division II Östra    | 2         |                               |                                                 |
| 1953/1954 | Division II Östra    | 3         |                               |                                                 |
| 1954/1955 | Division II Östra    | 1         | uppflyttade                   |                                                 |
| 1955/1956 | Division I Södra     | 5         |                               |                                                 |
| 1956/1957 | Division I Södra     | 7         | nerflyttade                   |                                                 |
| 1957/1958 | Division II Västra A | 2         |                               |                                                 |
| 1958/1959 | Division II Västra A | 2         |                               |                                                 |

Anmärkningar
1. ↑  Serieomläggning: Till nästa säsong skapas Division II och Matteuspojkarna fick en plats i den nya serien.

### Bowling[19]
Bowlingsektionen bildades den 1 oktober 1924. Den hade då endast 8 medlemmar, de flesta nybörjare. Vid nyåret 1925 sökte man inträde till Stockholms Bowlingförbund och blev beviljade detta. Sektionens första år var ganska brydsamma. Medlemsantalet var litet och starkt fluktuerande.Efter 5 år hade bowlingsektionen blivit mer kända inom Stockholms bowlingvärld. Medlemsantalet hade då vuxit till ca 20, främst genom att vänner knutits till sektionen. Den som först gjorde sektionens namn känt utanför föreningen var Joppe Dahl som 1929 kvalificerade sig till världsmästerskapstävlingarna i Stockholm som ende junior. Han satte även svenskt rekord. 
På seniorsidan har sektionen hittills haft två svenska mästare: år 1966 i Linköping vann Rolf Carlberg och 1976 i Malmö vann Lars-Erik Carlsson. Sektionen har haft två juniormästare: år 1936 (plats okänd) vann Bertil Käll och 1975 i Stockholm vann Åke Adelstrand. År 1948 i Göteborg blev föreningen svenska mästare (åttamannalag).
Nutida MP-bowling har ca 35 medlemmar med ett A-lag i Allsvenskan ett Farmarag i div 2 och två aktiva reservlag i Stockholmsligan.

### Teater
I teatersektionen har skådespelaren och programledaren Sigge Furst och TV-profilen Lars-Gunnar Björklund deltagit.

### Orkester
I orkestersektionen har allsångsledaren Sven Lilja, operasångaren Nicolai Gedda och schlagersångaren Lars Lönndahl varit medlemmar.